# 檢疫酒店群組

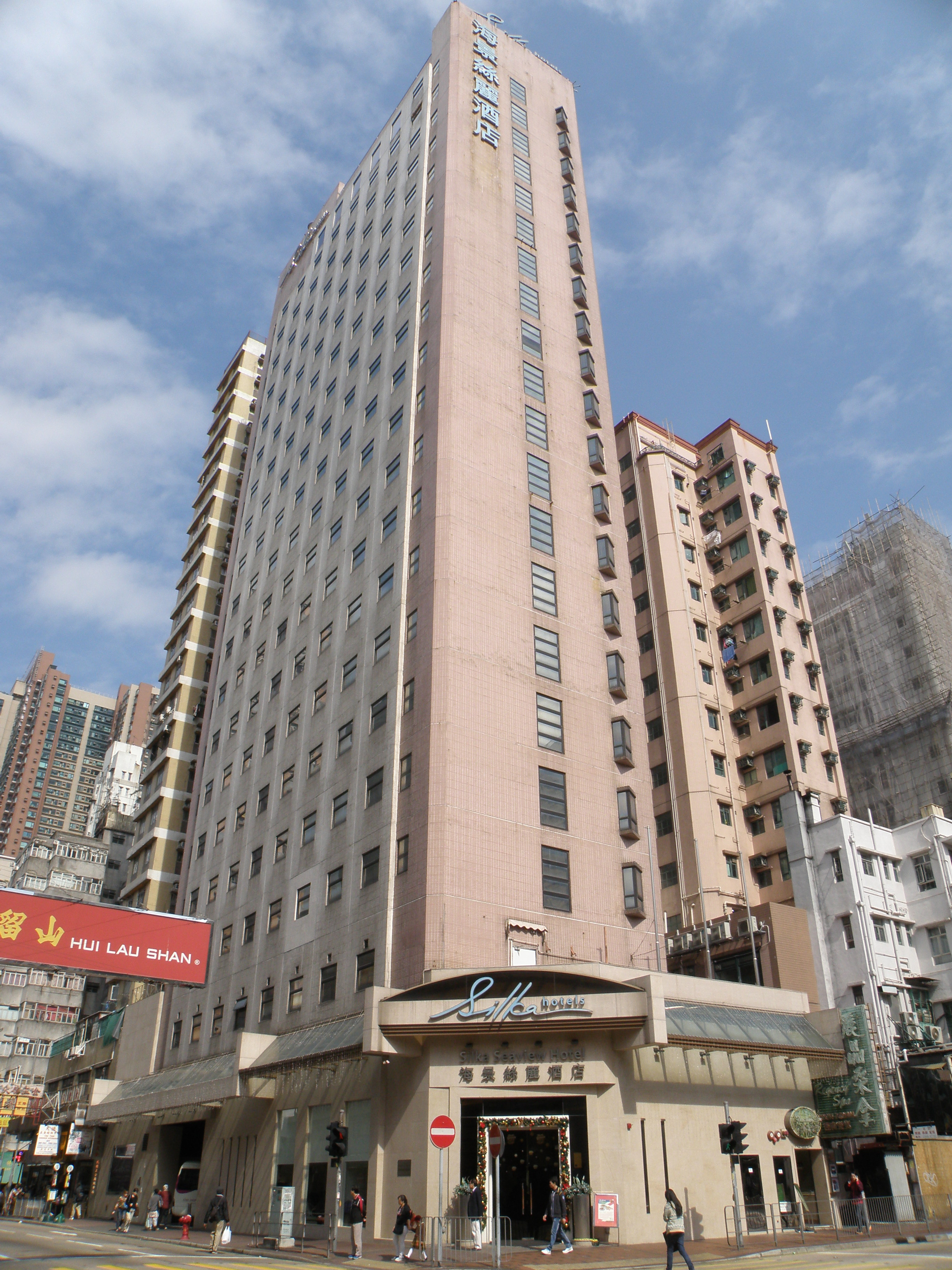
經調查後認為油麻地香港海景絲麗酒店作為檢疫酒店期間，因為Omicron變異病毒株BA.2亞型在酒店內傳播，有接受強制隔離檢疫的入住者受到感染，導致香港第五波疫情大爆發

檢疫酒店群組是2019冠狀病毒病香港疫情中，在2022年1月形成的2019冠狀病毒病感染群組，並為迄今香港疫情規模最大的傳播群組。該感染群組原發於油麻地的檢疫酒店香港海景絲麗酒店，一名巴基斯坦裔婦人在酒店內隔離檢疫期間因為酒店的防疫措施缺失及衛生管理不當，受到相連房間兩名尼泊爾男子具有高度傳染性的Omicron變異病毒株BA.2亞型感染，但該名女子在隔離期滿時未有被檢測出已受到感染，她返回住所後家人受到病毒傳染，成為該變異病毒株在香港社區傳播的首例，其傳染力比2021年年尾傳入的Omicron變異病毒株BA.1亞型更強，該病毒流入社區後，感染群組漸漸擴大，巴裔女子在結束隔離當天曾經接觸另一家庭，病毒亦透過其兒子就讀的學校傳播到美孚，又因其丈夫受感染後曾經到葵涌邨的垃圾房拾荒，再到深水埗擺賣拾獲的物品，不但引發葵涌邨數百名居民受到感染及發生多代傳播，深水埗亦逐漸出現感染個案，疫情急速擴散，香港特區政府官方新聞稿亦表示檢疫酒店群組是香港第五波疫情大爆發的起因。2月初的農曆新年假期結束後確診病例飆升，該變異病毒株從檢疫酒店流入社區僅一個月便單日新增超過一千宗確診個案，成為自2020年1月疫情經廣深港高鐵傳入香港兩年以來，最大規模的感染群組，並衍生出大量未能尋找源頭的Omicron變異病毒株感染個案，到2022年2月原發自檢疫酒店的香港Omicron疫情逐漸失控。第五波疫情於2月下旬大爆發，確診個案的增幅、死亡人數及對社會的影響均遠超過往四波疫情的規模，亦顯示清零政策在香港已不能適應疫情的發展。

## 事發背景
香港在2021年12月下旬開始出現第五波疫情，政府容許國泰航空採用「客機去貨機返」的方式運作，導致機艙服務員引起的相關感染群組陸續出現，並且涉及傳染性較強的Omicron BA.1亞型變異病毒，包括「望月樓群組」、由北角女機艙服務員母親引發的「維園跳舞群組」及「陸田園餐廳群組」，本地個案數量開始上升，北角女機艙服務員母親的相關感染確診，更擴散到香港特區政府領導層，不過行政長官林鄭月娥在2022年1月27日稱「望月樓群組」在1月14日已沒有新增個案，北角女機艙服務員引起的群組在過去5天也沒有個案，林鄭稱政府已成功截斷了上述機組人員相關群組的傳播鏈，機組人員衍生的感染群組並沒有在社區廣泛傳播。
最初由機艙服務員在2021年12月月底引起的感染群組屬於Omicron變異病毒，病毒基因排序顯示均為較早出現的Omicron變異病毒株BA.1亞型，而2022年1月初由檢疫酒店引發的感染群組屬於Omicron變異病毒株BA.2亞型，雖然兩者同屬Omicron變異病毒，但兩者的刺突蛋白有10處不同的變異，英國和丹麥的初步研究都顯示BA.2亞型比BA.1亞型更具傳染力，BA.2亞型導致接種已兩劑疫苗和三劑疫苗的人被突破性感染的比率更高，但有接種疫苗的人或者可減少傳播其他人的機會，而檢疫酒店群組的第一代傳播已有12人，顯示Omicron變異病毒株BA.2亞型比之前在香港發現的病毒株有更強的傳染力，更難阻斷其廣泛傳播。
香港由於需要採取中國大陸使用的動態清零模式，所以對自外國抵港的人士採取極為嚴格的隔離檢疫措施，入境後的強制隔離期長達21天。香港特區政府認為是疫情嚴重的國家不但來港航班受限制，甚至被禁飛香港，亦要求自外國飛抵香港的人士需要在指定的檢疫酒店接受強制隔離檢疫，如出發地被歸類為高風險地區，檢疫期為21天，期間隔天進行一次病毒檢測，至最後一次檢測結果陰性，才可以離開檢疫酒店。這個安排使得從外國抵達香港的人士，包括香港居民，必須居住在指定的檢疫酒店14至21天，酒店房間因而供不應求，在房租收入上漲下，酒店業界大量投入營運檢疫酒店的業務，位於油麻地上海街和眾坊街交界的海景絲麗酒店也轉投檢疫住宿的業務，卻成為Omicron變種病毒在香港第五波疫情大爆發的源頭。

## 檢疫酒店內發生感染
2021年12月20日，一名43歲女子從巴基斯坦卡拉奇先乘坐EK609航班到杜拜，再轉乘EK384航班飛抵香港，在香港國際機場的檢測呈陰性，該名女子先後於2021年6月26日及8月10日在巴基斯坦接種了兩劑克爾來福疫苗。由於她來自疫情高風險地區，需要在抵港前預訂檢疫酒店房間接受21天強制檢疫，另加隨後7天的居家醫學監察，因此她在抵港當天乘坐來往檢疫酒店的專車，到已預訂的油麻地香港海景絲麗酒店報到，在12樓1206房接受為期21天的強制隔離，並定期作病毒檢測。她在檢疫酒店強制隔離期於2022年1月10日屆滿，期間的6次病毒檢測均呈陰性，可以離開酒店返回大坑東邨東滿樓的住所，繼續完成餘下的醫學監察。她於1月15日的快速檢測呈現陽性，其後複檢確診感染Omicron變異病毒株BA.2亞型，列為確診個案（#13045），病毒檢測的CT值約為20，顯示其體內病毒量屬偏高水平，這宗確診個案也是Omicron變異病毒株BA.2亞型病毒株在香港社區被發現的首例。
由於香港海景絲麗酒店接連發生多達6宗確診個案，而且在4樓及12樓各有兩間相鄰房間的檢疫人士先後確診，其中巴裔43歲女子入住的1206房鄰近的1205房有兩名男子早前確診，包括乘坐RA409航班於2022年1月4日抵港的71歲尼泊爾裔男子，在1月6日開始不適，同日檢測樣本呈陽性，列為確診個案（#12891）。其同行的48歲男子在1月8日轉送到檢疫中心，1月9日確診，列為確診個案（#12981），而酒店內近期接連發生的6宗確診個案都是Omicron變異病毒株BA.2亞型。由於同樓層有3人感染，加上巴基斯坦裔女子在接受檢疫的第26日才對病毒檢測呈陽性反應，遠超Omicron變異病毒株的常見潛伏期，病毒基因亦顯示其感染源頭與同樓層的確診者極為相似，因此懷疑巴裔女子在抵港前並未染疫，卻在檢疫酒店內受到病毒感染，又因為她受感染時已是在酒店隔離檢疫的後期，所以21天的強制隔離檢疫期結束時未能被檢測出陽性，到她離開檢疫酒店返回在香港的住所數天後才發現已被病毒感染。1月16日，衛生防護中心會同政府專家顧問、香港大學微生物學系講座教授袁國勇到酒店展開調查。袁國勇在1月17日表示香港海景絲麗酒店出現Omicron變異病毒交叉感染，即是在酒店內原本未受感染的檢疫人士受到已染病患者的傳染，而且在4樓的413房及414房也發生12樓的情況，分別是個案（#12893）、（#12895）及（#12994），先是在2022年1月2日乘坐AI1314航班由尼泊爾抵港的一名39歲男子和他的朋友，於1月6日一同確診，鄰近的414房是一名23歲男子在2021年12月25日從巴基斯坦入境香港，但在2022年1月10日的檢測才呈現陽性。
袁國勇稱在1月16日於酒店內進行了煙霧測試，發現空氣可輕易地經由門隙從1205房傳到1206房，在4樓的413房及414房亦有相同情況，相信兩組確診個案都涉及病毒經由空氣傳播到鄰近的房間。根據閉路電視片段，在4樓接受檢疫的人士曾經相繼打開房門領取食物，過程相隔約30秒，已受到病毒感染的患者在打開房門時，其房間內帶有病毒的空氣會流出走廊，再隨空氣飄到鄰近的房間，造成酒店內出現病毒傳播。袁國勇續稱該酒店有空氣過濾及換氣不足等問題，酒店的走廊僅有3部空氣清新機，酒店又將空氣清新機設定為自動調節模式，空氣清新機會在空氣漂浮物減少時自動關閉，降低整體消毒效果。袁建議酒店關閉空氣清新機的自動模式，並把抽風率設定到最大，不停為走廊的空氣消毒，酒店亦應在各房間加裝空氣清新機，提升消毒效果。酒店的部分房間亦被發現換氣量不足，酒店需要調節鮮風系統，為房間引入足夠的潔淨新鮮空氣，最少要達到每小時換氣6次的要求。
衛生防護中心在香港海景絲麗酒店檢取的60多個環境樣本中，有部分對病毒測試呈陽性，包括曾有確診者入住的413房門口附近的空氣清新機、洗手間的空氣出風口及洗手盤水掣。香港海景絲麗酒店被調查及確定有酒店內傳播後，從1月17日起改為接收與確診者有密切接觸人士的檢疫酒店。該酒店在1月12日起已暫停參與指定檢疫酒店計劃，不再接受抵港人士的預約入住檢疫，已在該酒店接受檢疫的人士，將會遷到其他指定檢疫酒店繼續檢疫，但有多名受檢疫者因為其入住的房間鄰近發生酒店內感染的房間，他們的檢疫期因而被延長多14天。

## 病毒在社區急速傳播

### 由家庭蔓延到學校

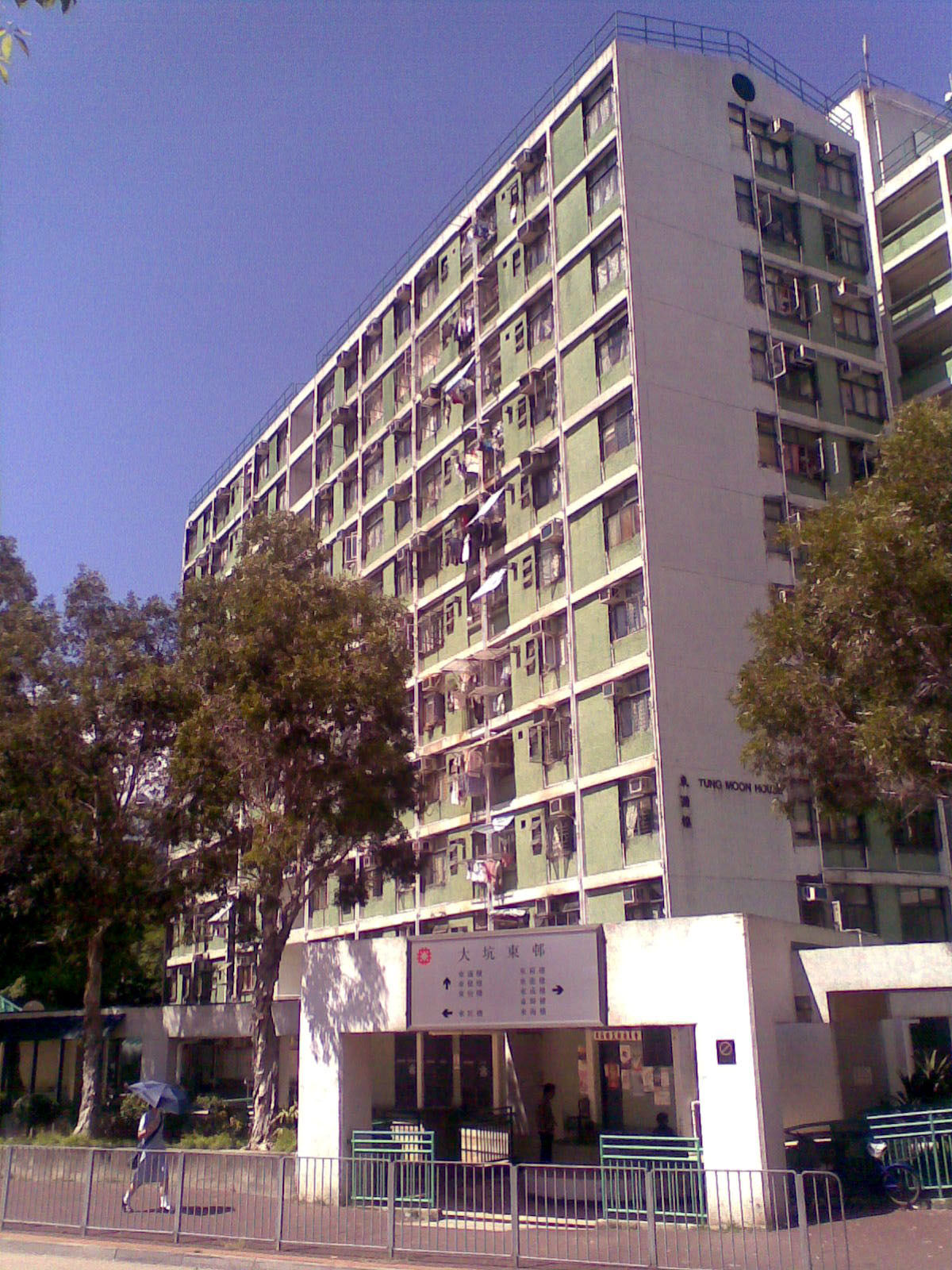
43歲巴基斯坦裔女子居於大坑東邨東滿樓

在酒店內隔離檢疫期間受到Omicron BA.2亞型變異病毒感染的43歲巴基斯坦裔女子，雖然她報稱返回石硤尾大坑東道83號大坑東邨東滿樓的住所後一直沒有離開，但她在回家途中相信已把病毒傳開，而和她同住的5名家人及另一家庭的4名親友亦先後確診。43歲巴裔女子的丈夫、三名兒子及一名女兒先後確診。由於43歲巴裔女子曾經在1月10日在檢疫酒店強制隔離結束時，在酒店門外將與她同行的一名男童交予另一家庭，該家庭居於長沙灣元州街寶華閣，在43歲巴裔女子於1月15日初步陽性後，該家庭被送往檢疫中心隔離，其後該家庭的29歲男子、31歲女子、9歲男童及1歲女童，均出現病徵，其中29歲男子在深水埗區當外賣食品速遞員，在1月初仍有上班，而9歲男童就讀李鄭屋官立小學，上學至1月14日，9名確診者在社區已活動5天。呼吸系統科專科醫生梁子超表示，43歲巴裔女子在數天內已傳染9人，反映病毒的傳染力非常強，同時有10人染疫並在社區逗留數日，他們的行踪又多，相信病毒在社區已擴散的風險極高。

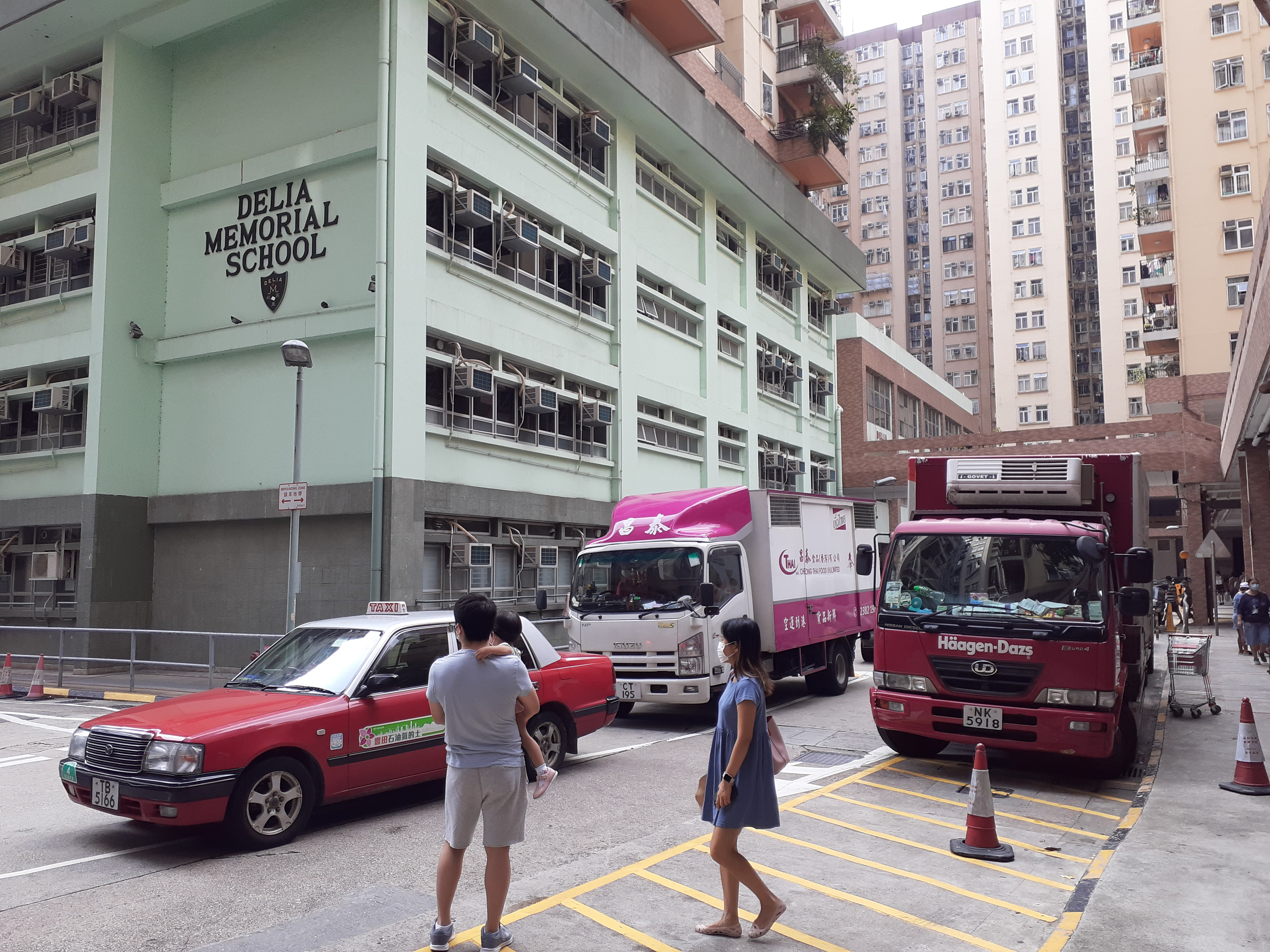
位於美孚新邨百老匯街的地利亞修女紀念學校（百老匯）

之後香港社區開始出現多宗Omicron BA.2亞型變異病毒感染個案，包括一名居於美孚新邨第3期的26歲幼稚園女教師在1月19日確診，她的病毒樣本基因排序與43歲巴裔女子的基因組完全一致，該名幼稚園女教師曾於1月14日在美孚站A出口的隧道，與43歲巴裔女子的兩名兒子相遇，時間相差約9秒，當時他們有戴口罩，也沒有直接接觸。病毒亦隨43歲巴裔女子的兩名兒子傳播到位於美孚百老匯街的地利亞修女紀念學校（百老匯），她的16歲兒子在該校的3M班，同班有一名16歲男同學在1月19日被驗出陽性，他們曾於1月14日在同一班房內考試，另有一名曾在試場監考的58歲女教師呈陽性，並有一名12歲男學生初步陽性，他與染疫的學生不是同年級，該校在1月20日已5名師生染疫。其中2E班的女教師58歲女教師，在1月10、11及14日曾在校監考，當中有確診學生，她居於馬鞍山錦豐苑錦蓉閣A座，曾到新港城、馬鞍山街市及頌安商場街市買餸，曾經到位於鑽石山萬迪廣場的「古道中醫」就診，1月15日在九龍城逛街。43歲巴裔女子的兒子在3M班的16歲男同學受感染後，他在九龍旺角香港管理專業協會李國寶中學就讀3E班的14歲弟弟特受傳染，兩兄弟居於東涌映灣園1期賞濤軒1座，曾到東涌藍天海岸與朋友聊天，1月14日到東涌清真寺逗留25分鐘，1月18日出現病徵，而病毒開始在弟弟所就讀的學校及東涌傳播。一名在大嶼山國際學校就讀的11歲男學生，被懷疑是因為在1月15日曾經到兩兄弟在東涌映灣園的家中用膳而受到感染，該男童的兩名14及16歲哥哥亦確診，他們就讀的佛教筏可紀念中學，其後有1名14歲女學生確診。43歲巴裔女子所住的大坑東邨東滿樓亦被懷疑出現由渠管或抽氣扇引起的垂直傳播，她居住的5樓14室，在上一層及同座向的單位女住戶及就讀幼稚園的女兒也確診，在該大廈1至11樓居住14室的住戶需要於1月18日撤離。此外，深水埗李鄭屋官立小學的一名學生及其三名家人的源頭不明個案在病毒基因比對後，亦於1月25日被列入檢疫酒店關連傳染群組。

### 葵涌邨及疫情擴大

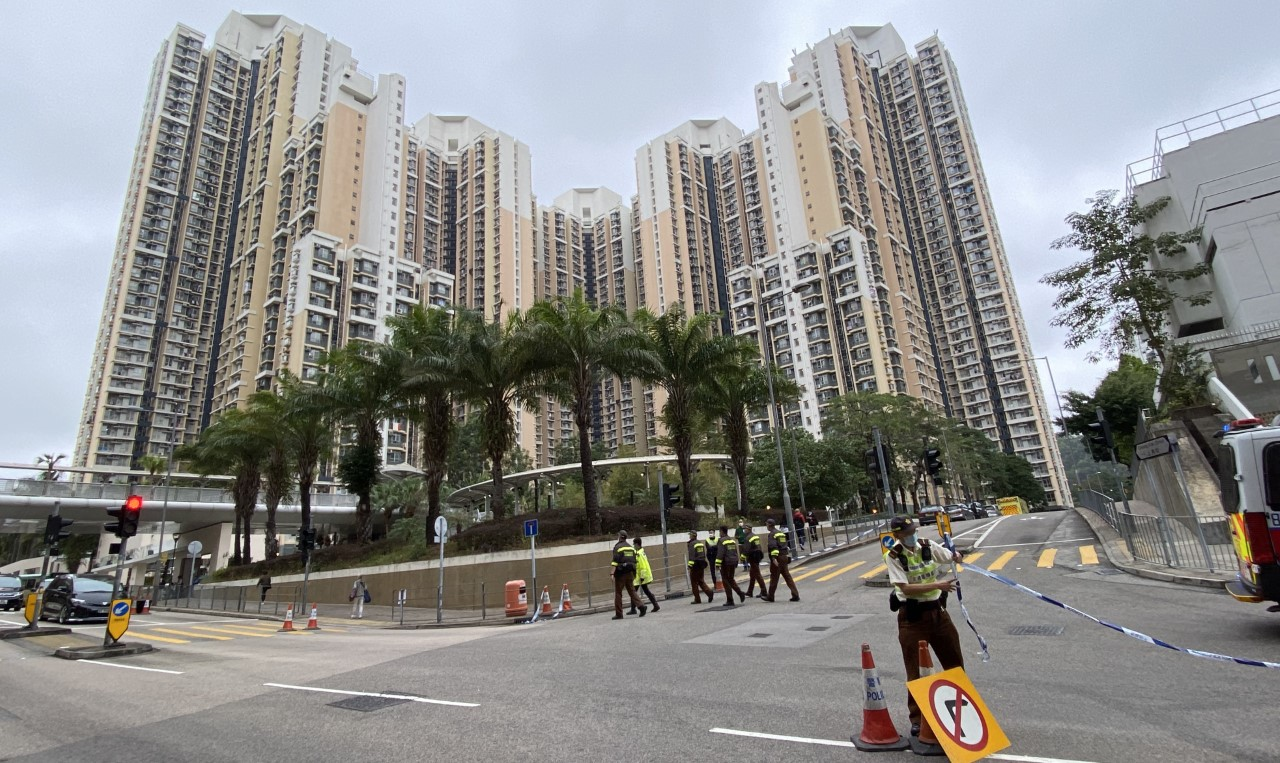
爆發疫情的葵涌邨

43歲巴裔女子的丈夫受到病毒感染後，於1月13日曾經到葵涌邨的多幢住宅大廈的垃圾房拾荒，再將收集的物品拿去深水埗南昌街及北河街的地攤擺賣，其後屋邨內的大廈居民、工作人員及訪客接連出現受感染個案。葵涌邨逸葵樓率先出現確診個案，第一宗個案是一名53歲男住戶，他於1月18日出現病徵當天在香港國際機場國泰航空貨運站從事搬運工作，翌日確診；1月19日逸葵樓亦有1名79歲男住戶確診；另有一名被帶到逸葵樓7樓探訪家人的1歲男孩初步陽性個案。1月21日，已有約20名住戶、訪客或大廈的工作人員確診或初步陽性，涉及12層樓及13個座向分散的住宅單位，顯示第五波疫情已出現社區爆發，確診人數以幾何級數增長的機會大增。衛生防護中心稱，經調查後，43歲巴裔女子的丈夫在垃圾房拾荒時並沒有進入住宅大廈，認為大廈內的住戶不是被他直接傳染，很大可能是該名男子在拾荒期間將病毒傳染給一名在大廈內工作的保安員或清潔工，再傳染大廈居民，而葵涌邨逸葵樓的一名女清潔工其後確診，屋邨內的映葵樓及曉葵樓也有清潔工先後染疫。由於逸葵樓在兩三天內有居住於12個樓層的13個單位，共20名住戶染上Omicron變種病毒，特區政府在1月21日引用限制與檢測宣告從當日下午6時起封閉逸葵樓5天，禁止居民外出，並每日接受病毒檢測。芊葵樓、曉葵樓、雅葵樓及旭葵樓亦被圍封強檢一晚，其餘11幢大廈的居民亦需要強制檢測。逸葵樓被圍封後居民缺乏伙食供應，要到23日才獲安排膳食，而葵涌邨的疫情繼續擴大，邨內的多幢大廈亦陸續出現陽性個案，夏葵樓於1月24日晚上被圍封檢測，禁足至1月29日，已被圍封4天的逸葵樓環境衛生漸趨惡劣，但同日政府宣布將逸葵樓的圍封延長2天至1月28日，惟葵涌邨的疫情未完全受控，雅葵樓及鄰近葵涌邨的葵馥苑安葵閣，因為懷疑出現垂直傳播，部分居民需在1月27日撤離檢疫。
2022年1月29日，逸葵樓及夏葵樓先後解封，截至1月29日葵涌邨累計逾416宗確診，其中逸葵樓有274宗、映葵樓有92宗、雅葵樓有12宗、夏葵樓16宗、旭葵樓3宗、翠葵樓3宗、芊葵樓3宗，春葵樓及曉葵樓各4宗，碧葵樓、綠葵樓、百葵樓及秋葵樓各有1宗，當天仍有20宗確診個案，但衛生防護中心稱已大致截斷了葵涌邨的各條傳播鏈，可是邨內疫情未有停止，到2月1日有8宗確診個案，逸葵樓佔2宗，映葵樓佔3宗，秋葵樓、曉葵樓及芷葵樓各有1宗。葵涌邨的疫情亦已蔓延到鄰近的大窩口邨，一名在葵涌邨逸葵樓居住的女保安員曾在確診前於大窩口邨富強樓、富民樓和富邦樓工作，到1月20日有一名已經注射三劑克爾來福疫苗的81歲女居民確診，到1月22日再有兩名大窩口邨居民病毒檢測呈陽性，到1月29日，大窩口邨有6宗確診個案，雖然政府在1月29日晚圍封富榮樓和富華樓強制檢測，卻沒有驗出任何確診個案。
因為43歲巴裔女子的丈夫曾於確診前在深水埗南昌街及北河街擺賣在葵涌邨拾荒的物品，到1月21日有一名在象山邨附近的地盤和天水圍泳池工作的40歲地盤工人初步確診，當局稱懷疑該個案與43歲巴裔女子的丈夫有關，在1月22日圍封深水埗南昌街35至37號強制檢測，卻沒有發現陽性檢測個案，可是疫情正於九龍及新界多區擴大。1月28日，黃大仙區的慈正邨及彩雲邨、觀塘康寧道金橋華廈及崇仁街安順大廈，深水埗基隆街、旺角砵蘭街，都有源頭不明的Omicron變種病毒株確診個案。2月1日是農曆新年，拜年活動及聚會增加了病毒傳播的機會，2月2日屯門大興邨興平樓因為有多宗陽性個案而被圍封強制居民檢測，但未能減緩疫情在各區擴散，2月5日單日新增343宗本土病例，2月6日單日確診數超過351宗，而範圍遍及深水埗、沙田、黃大仙、土瓜灣、屯門、葵涌等地。檢疫酒店群組最早是一名在香港海景絲麗酒店內隔離檢疫的71歲尼泊爾裔男子確診，鄰近房間檢疫的43歲巴基斯坦裔女子受到交叉感染後，在2月5日已衍生726宗確診個案，對比於2020年11月19日出現首宗個案的歌舞群組，其累計732宗確診個案是34天的時間錄得，並且歌舞群組於同年12月22日錄得最後一宗個案後便結束傳播，檢疫酒店群組不但只是28天便錄得726宗確診個案，而且在屯門大興邨及香港多處地點繼續新增多宗疑似關連個案，成為疫情自2020年1月在香港發生以來的最大群組，疫情更未有結束並持續擴大。2月7日，衞生防護中心表示新增的607宗本土確診個案中，除了31宗懷疑是Delta變種病毒株引起外，其餘確診個案大部分是Omicron變種病毒，衞生防護中心又宣布從今天起不再公佈確診個案的詳情，也不再將個案分類及歸入關連的感染群組。對於記者質疑當局不提供確診者已接種疫苗的類型及次數，又不提供相關感染群組的資訊，導致疫情資訊的透明度下降，衞生防護中心傳染病處主任張竹君則回應稱「因為已經無乜意義（因為已經沒有什麼意義）」。